# Pokotyliwka
Pokotyliwka (ukrainisch Покотилівка; russisch Покотиловка Pokotilowka) ist eine Siedlung städtischen Typs in der ukrainischen Oblast Charkiw mit etwa 9.500 Einwohnern (2019).

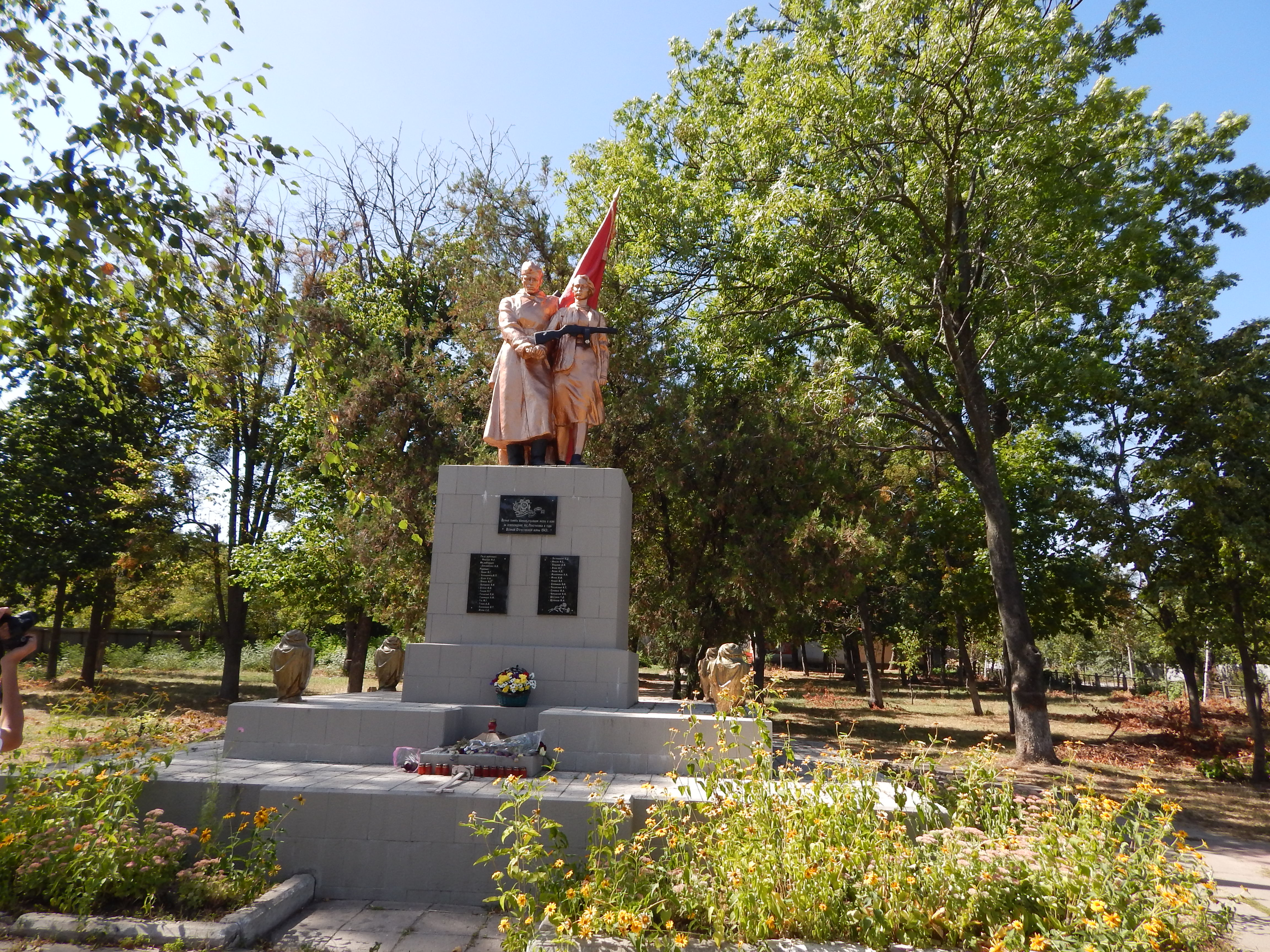
Denkmal im Ort

Pokotyliwka erhielt 1938 den Status einer Siedlung städtischen Typs.

## Geographie
Pokotyliwka liegt im Rajon Charkiw an der Fernstraße M 18 und grenzt an das Stadtgebiet vom Oblastzentrum Charkiw, dessen Zentrum 15 km nördlich der Ortschaft liegt.
Am 12. Juni 2020 wurde die Siedlung ein Teil der neugegründeten Siedlungsgemeinde Wyssokyj, bis dahin bildete sie die gleichnamige Siedlungratsgemeinde Pokotyliwka (Покотилівська селищна рада/Pokotyliwska selyschtschna rada) im Süden des Rajons Charkiw.